# GSC5271-1721
GSC5271-1721 — хімічно пекулярна зоря спектрального класу B2, що має видиму зоряну величину в
смузі V приблизно 10.9.

## Пекулярний хімічний вміст
Зоряна атмосфера GSC5271-1721 має підвищений вміст He.